# Llista de topònims de Paretstortes
Llista de topònims (noms propis de lloc) de Paretstortes (Rosselló).
Informació actualitzada per un bot. Els canvis manuals es perdran quan s'actualitzi!

## església
| imatge | Nom                                   | Ubicat a     | instància de | Detalls                      | coordenades                                                                           | Protecció                                                 | Commons (més fotos)                             | Dades a WD                    |
| ------ | ------------------------------------- | ------------ | ------------ | ---------------------------- | ------------------------------------------------------------------------------------- | --------------------------------------------------------- | ----------------------------------------------- | ----------------------------- |
|        | Sant Joan Evangelista de Paretstortes | Paretstortes | església     | Estil: arquitectura romànica | 42° 45′ 17″ N, 2° 51′ 08″ E / 42.75472222°N,2.85230556°E Catalunya del Nord 41.4 msnm |                                                           |                                                 | Modifica les dades a Wikidata |
|        | Sant Joan Evangelista de Paretstortes | Paretstortes | església     | Dedicat a: Joan Evangelista  | 42° 45′ 16″ N, 2° 51′ 08″ E / 42.75458333°N,2.85222222°E 41.7 msnm                    | bé catalogat a l'Inventari general del patrimoni cultural | Église Saint Jean l'évangéliste de Peyrestortes | Modifica les dades a Wikidata |

## Misc
| imatge | Nom                             | Ubicat a                         | instància de                                 | Detalls                           | coordenades                                                                                           | Protecció | Commons (més fotos)            | Dades a WD                    |
| ------ | ------------------------------- | -------------------------------- | -------------------------------------------- | --------------------------------- | --- | --------- | ------------------------------ | ----------------------------- |
|        | Aeroport de Perpinyà-Ribesaltes | Perpinyà Paretstortes Ribesaltes | aeroport Ús: aviació civil aviació comercial | Anomenat per: Perpinyà Ribesaltes | 42° 44′ 26″ N, 2° 52′ 14″ E / 42.740555555556°N,2.8705555555556°E 144 44 msnm                         |           | Perpignan - Rivesaltes Airport | Modifica les dades a Wikidata |
|        | Castell de Paretstortes         | Paretstortes                     | castell                                      |                                   | 42° 45′ 17″ N, 2° 51′ 09″ E / 42.75461111°N,2.85238889°E 41.1 msnm                                    |           |                                | Modifica les dades a Wikidata |
|        | Peyrestortes                    | Paretstortes                     | estació de ferrocarril                       |                                   | 42° 45′ 19″ N, 2° 51′ 13″ E / 42.755176°N,2.853489°E                                                  |           |                                | Modifica les dades a Wikidata |
|        | casa de la vila de Paretstortes | Paretstortes                     | instal·lació Ús: seu del govern local        |                                   | 42° 45′ 19″ N, 2° 51′ 13″ E / 42.7551625725863°N,2.8537322110619°E fr:BD NATIONAL, 66600 PEYRESTORTES |           |                                | Modifica les dades a Wikidata |